# Alter de Kelm
Simcha Zissel Ziv (connu comme le Alter de Kelm ou le Saba de Kelm ou le Sage de Kelm) (1824,Kelmė (Kelm), Lituanie-26 juillet 1898, Kelmė (Kelm), Lituanie) est un des disciples les plus importants du rabbin Israël de Salant et un des pionniers du Mouvement du Moussar,.

## Éléments biographiques
Simcha Zissel est né en 1824 à Kelmė (Kelm) en Lituanie. Son père  est Yisroel Braude et sa mère est Chaya Ziv, descendante du Chacham Tzvi, le rabbin Zvi Hirsh Ashkenazi (1660-1718).
Il adopte le nom de famille maternel (Ziv) lorsqu'il s'installe à Grobiņa, en Lettonie, en 1880.

### Disciple d'Israël de Salant
Simcha Zissel épouse Sara Leah, la fille de Mordechai de Vidzh, une petite ville proche de Kelm. Le jeune couple s'installe à Kaunas (Kovno), en Lituanie, où Simcha Zissel étudie avec le rabbin Israël de Salant, le fondateur du Mouvement du Moussar.

## Disciples
- Elya Lopian
- Reuven Dov Dessler, le père de Eliyahu Eliezer Dessler
- Yerucham Levovitz
- Yosef Leib Bloch
- Israel Elyashev

## Œuvres
- (he) Hokhmah U-Musar
- (he) Kisvei HaSaba M'Kelm

## Paroles de l'Alter de Kelm
- L'homme veut atteindre la grandeur en une nuit mais il désire aussi bien dormir en cette nuit[4].